# Museu de História Natural de Sintra
O Museu de História Natural de Sintra é um museu localizado no centro histórico da Vila Velha de Sintra, Lisboa.
O museu possui um importante acervo de paleontologia (fósseis), mineralogia (minerais), malacologia (conchas) e petrografia (rochas). 

## História
O museu abriu ao público no dia 1 de Agosto de 2009, contando com todo o espólio doado por Miguel Barbosa e sua mulher, Fernanda Barbosa, recolhido ao longo de mais de cinquenta anos. Segundo Miguel, ele teve diversas ofertas do estrangeiro para receber a sua preciosa coleção.
O acervo conta com alguns dinossauros e ninhos de ovos da mesma espécie, vindas do Deserto de Gobi e ainda alguns fragmentos do meteorito de Nantan, vindo também da China que caiu na Terra no século XVI.

## Coleções
O museu contém 9416 fósseis, 900 minerais, 1347 conchas, 544 amostras de rochas e uma biblioteca especializada, num total de mais de 10 mil peças.
A peça de destaque do acervo é um fóssil da espécie de dinossauro Braseodactylus sp. É o único exemplar inteiro do mundo, encontrado na Chapada do Araripe, no estado do Ceará (Brasil).